# Munkeberg
Munkeberg är en herrgård i Grevbäcks socken, Hjo kommun, tio kilometer norr om tätorten Hjo.
Munkeberg ägdes på medeltiden av Alvastra kloster, som anlade en utgård där. Den drogs in till Kronan efter reformationen 1527. Gården ägdes under andra hälften av 1800-talet av riksdagsmannen Harald Röhss. Sedan 2008 ägs herrgården av Jörgen Thulin (född 1966).